# Woldstedtius holarcticus
Woldstedtius holarcticus är en stekelart som först beskrevs av Diller 1969.  Woldstedtius holarcticus ingår i släktet Woldstedtius och familjen brokparasitsteklar. Arten är reproducerande i Sverige. Inga underarter finns listade i Catalogue of Life.